# لويس بيري (لاعب كرة قدم)
لويس بيري (بالفرنسية: Louis Bury)‏ هو لاعب كرة قدم فرنسي، ولد في 10 يوليو 1995.